# Бюеш
Бюеш (на френски: Buëch; на окситански: Buech) е река във Франция. Дължината ѝ е 85,2 km. Оттокът ѝ е 23 m3/s. Площта на водосборния басейн на реката е 1490 km2.
Реката извира на 2453 m н.в. в Алпи Дофине, в землището на селище Лю ла Круа От. Влива се в Дюранс, на 470 m н.в., в Систерон.